# Кувшинов Петро Іванович
Петро Іванович Кувшинов (1910, місто Миколаїв, тепер Миколаївської області — ?) — український радянський діяч, майстер, начальник цеху Миколаївського механічного заводу Миколаївської області. Депутат Верховної Ради СРСР 3—4-го скликань. Кандидат у члени ЦК КПУ в 1952—1954 роках.

## Біографія
Народився в родині робітника-каменяра. З дванадцятирічного віку залишився сиротою. Закінчив п'ять класів середньої школи.
З 1924 по 1930 рік — учень шевця, швець шевської майстерні артілі «Чоботар» у місті Миколаєві.
З 1930 по 1941 рік — робітник-складальник залізних конструкцій, помічник виконавця робіт, майстер, старший майстер дільниці Миколаївського механічного заводу. Одночасно навчався у вечірній робітничій школі, а потім у технікумі, який закінчив у 1935 році.
Під час німецько-радянської війни з літа 1941 року перебував у евакуації, працював на військових заводах міст Сталінграда і Нижнього Тагіла. У 1947 році повернувся до Миколаєва.
Член ВКП(б) з 1945 року.
З 1947 року — старший майстер, начальник дільниці, начальник цеху Миколаївського механічного заводу (Чорноморського суднобудівного заводу імені Андре Марті) Міністерства суднобудівної промисловості СРСР. Був одним із ініціаторів соціалістичного змагання за колективну стахановську працю. Новатор виробництва, раціоналізатор.

## Нагороди та відзнаки
- орден «Знак Пошани» (8.02.1949)
- орден Червоної Зірки
- медаль «За оборону Сталінграда»
- медаль «За доблесну працю у Великій Вітчизняній війні 1941—1945 рр.»